# 旧国鉄武豊港駅転車台
旧国鉄武豊港駅転車台（きゅうこくてつたけとよみなとえきてんしゃだい）は、愛知県知多郡武豊町道仙田9-8の旧武豊港駅構内にある転車台。登録有形文化財。直径7.2メートルの鉄製転車台であり、現存する直角2線式転車台としては日本唯一とされる。

## 歴史

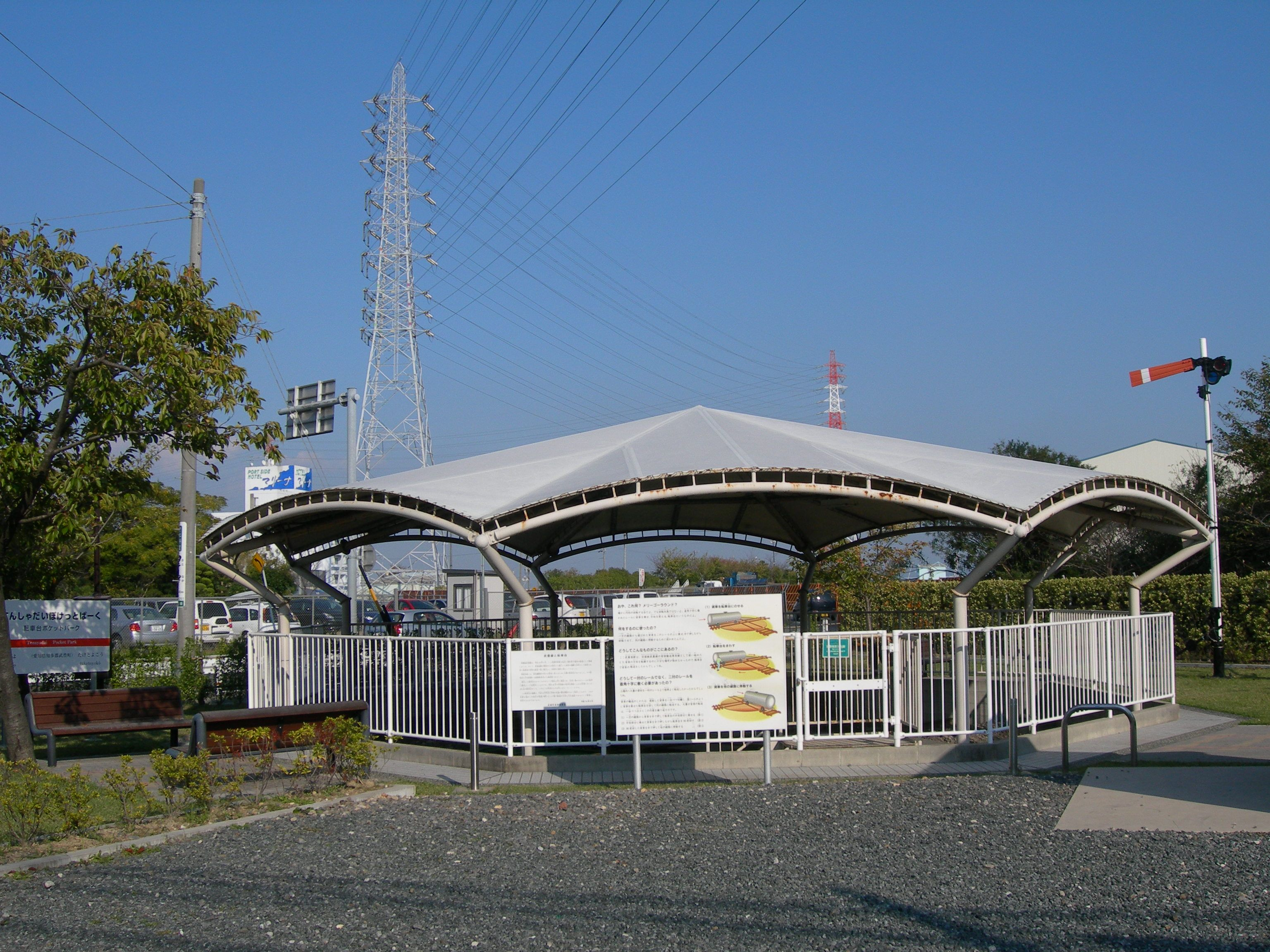
転車台ポケットパーク

### 転車台としての歴史
1886年（明治19年）3月1日には愛知県初の鉄道路線として武豊線が開通し、その起点として武豊駅（後の武豊港駅）も開業した。1892年（明治25年）には別地点に2代目武豊駅が移転すると、旧武豊駅は武豊駅構内の貨物駅として用いられていた。1901年（明治34年）には旧武豊駅の隣接地にライジングサン石油油槽所が建てられ、石油製品が貨車によって日本各地に運ばれた。
武豊駅構内に転車台が完成したのは1927年（昭和2年）のことである。転車台の直径は7.2メートルであり、2本のレールが直角に交差している。機関車の転車台と比較すると小規模であるが、石油を運搬する20トンタンク車の回転には適した規模だった。一般的な転車台は1線式であり、2線式は珍しいとされる。直角2線式の転車台は武豊駅のほかに、東京都の旧汐留駅でも用いられていた。
1930年（昭和5年）には旧武豊駅が正式に武豊港駅となった。1965年（昭和40年）8月20日には武豊港駅が廃止され、転車台は使用されなくなって放置された。その後、この場所は中山製鋼所名古屋製鋼所の敷地となった。

### 文化財としての保存
1999年（平成11年）の夏休み、武豊町立武豊小学校の5年生児童が総合学習で史跡を調べていた際に転車台を発見した。転車台は土に埋もれ、鉄骨が錆びて歪むなどしていた。同年12月には青木孝憲武豊町長に対して保存を訴え、その後の調査で全国唯一の直角2線式転車台と判明したこともあり、武豊町は転車台の保存と整備を決定した。
2002年（平成14年）1月には鉄骨の交換、屋根や鉄柵の設置などが行われ、同年10月28日に一般公開が開始された。2005年度（平成17年度）以降には小公園の整備が開始され、2007年（平成19年）5月には転車台を中心とするポケットパークが完成した。この際には東海旅客鉄道から譲渡された腕木式信号機や手動式ポイント切替機を設置し、遊具と休憩施設も設置している。2008年（平成20年）1月には公募によって「回転ポッポ台」という愛称が付けられた。
2009年（平成21年）1月8日、登録有形文化財に登録された。愛知登文会が中心となって開催される登録有形文化財の特別公開イベント「あいたて博」にも参加している。